# Jan Nehera
Jan Nehera (31. prosince 1899 Kostelec na Hané – 4. dubna 1958 Casablanca) byl český podnikatel v textilním průmyslu v první polovině 20. století, který se dokázal prosadit ve třech světadílech, kde od roku 1931 do roku 1939 vybudoval síť více než 130 maloobchodních velkoformátových prodejen a několik desítek obchodních zastoupení a závodů. 
Byl první, kdo vertikálně integroval prodej konfekce od výroby až po maloobchod a naznačil tak cestu pro dnešní luxusní domy jako Chanel a Hermès. Do praxe zaváděl novátorské principy, které využíval například i Ford nebo Baťa. Jeho výrobky představovaly textilní tradici v Československu, která začala v roce 1868 první konfekční továrnou v Evropě, právě v Prostějově. Tato tradice je živá v prostějovských nebo trenčínských oděvních firmách.

## Životopis

### Soukromý život
Jan Nehera si v roce 1924 vzal za manželku Anastázii, roz. Kristkovou (1904–1984), která pracovala v jeho firmě jako účetní. Svatba se konala 15. listopadu 1924 v Kostelci na Hané. Měli tři děti, Libuše Bartano, roz. Neherová (*1926), Jan (1928–1997) a Jitka Sehnalová, roz. Neherová (1936–2015). Bydleli ve vile v ulici Pod Kosířem č. 73 (č.p. 329) v severní části Prostějova, postavené v letech 1938-1939 podle projektu architekta Antonína Navrátila. Vila je kulturní památkou České republiky evidovaná v Ústředním seznamu kulturních památek pod rejstříkovým číslem: 103149. Památkově chráněná je od 12. března 2008.

### Profesní životopis
Vyučil se v oboru zámečník a poté absolvoval základní vojenskou službu. V roce 1923 s pomocí otce a dvou společníků založil svůj první podnik s názvem Nehera a spol. Otec se synem z tohoto podniku o pár let vystoupili, aby si založili samostatný rodinný závod, v němž vyráběli pánskou a dětskou konfekci, kterou dodávali obchodníkům. Firma sídlící v Prostějově měla na začátku děvět stálých zaměstnanců a 50 domácích krejčích. 
Kolem roku 1929 se Jan Nehera začal zaobírat myšlenkou prodeje konfekce ve vlastních prodejnách. Inspiroval se stylem Baťova podnikání a převzal i jeho ceny zakončené devítkou. Otevření první samostatné prodejny v Praze na Václavském náměstí v roce 1931 bylo doprovázeno rozsáhlou reklamní kampaní pod heslem „od výrobce přímo ke spotřebiteli“. Kampaň lidi natolik oslovila, že podle archivních dokumentů se obrat v prvních prodejnách vyšplhal až na 100 000 korun denně. Otevření vlastních obchodů mu umožnilo přímý prodej zákazníkům. V období velké hospodářské krize na začátku 30. let 20. století dokázali jeho prodejny nejen prosperovat, ale dokonce rozšířit paletu svých služeb. Bylo to zejména díky úplné vertikální integraci celého logistického řetězce, od výroby konfekce, až po její maloobchodní prodej, ve vlastních továrnách a prodejnách.

#### Období prosperity
Rozdíl mezi Janem Neherou a jeho konkurenty, kteří disponovali podstatně delší tradicí, byl především v tom, že konkurence nedokázala podchytit nástup nového stylu podnikání, případně její výroba byla úzce specializovaná.
Velkou pozornost jeho společnost věnovala propagaci a rozšiřování služeb. Vedle masivní kampaně, častých akcí a výprodejů, vydávala i firemní časopis k motivaci svých zaměstnanců. Kromě prodeje dámské, pánské a dětské konfekce, začala firma také poskytovat úpravu oděvů svých zákazníků a službu veřejných žehlíren v obchodech. Ve větších městech byly rozmístěné i mobilní žehlírny, které parkovaly např. před fotbalovými stadióny. Přibližně v polovině 30. let začala jeho společnost s 10% přirážkou k standardní ceně poskytovat i šití oděvů na míru.
Domácí distribuční síť se během tří let významně rozrostla, proto se společnost soustředila na racionalizaci samotné výroby. Jan Nehera absolvoval studijní cestu do Spojených států amerických, kde se inspiroval know-how Henryho Forda.
V roce 1935 měl již tisíc zaměstnanců a počet prodejen se rozrostl na 76. V druhé polovině 30. let, když domácí prodejní síť zažívala nejproduktivnější časy, měla firma tržby ve výši téměř 20 000 000 Kč měsíčně. S nárůstem počtu zaměstnanců souvisel i nedostatek kvalifikované pracovní síly, proto v roce 1937 založil školu s internátem pro dorost.

#### Expanze do zahraničí
Od roku 1936 vedle domácích prodejen postupně zakládal i zahraniční pobočky, např. ve švédském Stockholmu, norském Oslu nebo v Africe. Obchody v severní Evropě řídili místní zaměstnavatelé, zatímco do Afriky byli vysláni českoslovenští zaměstnanci. V roce 1940 založil novou továrnu v Trenčíně, ze které později vznikla Odeva.

#### Veřejné zakázky
Kromě vlastní prodejní sítě se snažil uplatnit i v oblasti veřejných zakázek pro významné instituce. Podniku se dařilo i v této oblasti, jelikož se mu podařilo získat poměrně rozsáhlou zakázku na dodávku oděvu pro československou armádu.

### Emigrace do Casablancy
V období druhé světové války čelil mnoha problémům s nacisty, kteří mu továrnu zabrali a jeho uvěznili. Po válce, v roce 1945 byla jeho společnost znárodněna a začleněná do národního podniku OP Prostějov. Proto se rozhodl emigrovat do marocké Casablancy, kde ještě stihl založit menší oděvní závod. V roce 1958 zemřel na onemocnění ledvin.

### Oživení značky
O oživení značky Nehera se zasloužili podnikatelé Bibiana a Ladislav Zdútovi, kteří si značku v roce 1998 zaregistrovali. Módní produkty pod touto značkou vznikají ve slovenských městech Trenčín a Púchov, ale i v České republice. Ve spolupráci s francouzským stylistou  a návrhářem Samuelem Drirou vytvořili první módní kolekce a začali působit v Paříži.[zdroj?]